# Corydalis trachycarpa
Corydalis trachycarpa är en vallmoväxtart som beskrevs av Carl Maximowicz. Corydalis trachycarpa ingår i släktet nunneörter, och familjen vallmoväxter. Inga underarter finns listade i Catalogue of Life.